# Херман Хесе
Херман Хесе (Калв, 2. јул 1877 — Монтањола, 9. август 1962) био је немачки писац, песник и сликар.
Његова најпознатија дела су Степски вук, Сидарта и Игра стаклених перли у којима су уочљиви његово занимање за егзистенцијалне, духовне и мистичне теме и велики утицај будистичке и хиндуистичке филозофије. Добитник је Нобелове награде за књижевност 1946. године.

## Биографија
Рођен је у граду Калву, Виртемберг, 1877. године. Његови родитељи служили су у Индији Базелској мисији, протестантском мисионарском друштву. Херманова мајка, Марија Гундерт, рођена је током једне такве мисије у Индији, 1842. године. Описујући своје детињство оставила је забелешку да није било нарочито лепо. Родитељи су је оставили у Европи када је имала само четири године да би се вратили у Индију. Године 1922. је емигрирао у Швајцарску, а 1923. је постао швајцарски држављанин. Као антимилитариста и пацифиста, јако се успротивио Првом светском рату. Његова осећања која се тичу рата изражавао је у многим својим књигама. За време Другог светског рата, нашао се се у чудним околностима. Немачки министар пропаганде, Јозеф Гебелс, у почетку је штитио његове књиге, и као резултат Хесе је могао да објављује своја дела. Међутим, када је захтевао да одређени делови његовог романа Нарцис и Златоусти који се тичу погрома остану недирнути, нашао се на нацистичкој црној листи. Ипак, успео је да избегне Други светски рат и скрасио се у Швајцарској.
Као и многи његови ликови, Хесе је у току свог живота имао много проблема са женама. Његов први брак са Маријом Бернули, са којом је имао троје деце, завршио се трагично, тако што је његова жена ментално оболела. Његов други брак са певачицом Рут Венгер, трајао је веома кратко, а највећи део времена провели су одвојени једно од другог. То је довело до дубоке емотивне кризе, Хесе се повукао у себе и избегавао социјалне контакте, што је описао у свом роману Степски вук. Ипак, његов трећи брак са Нинон Долбин Ауслендер (1895—1966), трајао је до краја његовог живота. Своју трећу жену споменуо је у књизи Путовање на исток.
Хесе је у свом каснијем животу развио одређену дозу конзервативизма. У Игри стакленим перлама, један од ликова проглашава сву музику после Јохана Себастијана Баха вештачком и лошом, проглашавајући Лудвига ван Бетовена за екстремни пример лошег укуса у музици. Иначе, Игра стаклених перли, са својим идеализованим средњовековним стилом била је изузетно популарна књига у ратом разрушеној Немачкој 1945. године.
Хесе је умро у сну у Монтањоли 9. августа 1962. године у својој 85. години.

## Религиозна гледишта
Као што се огледа у Демијану и другим делима, он је веровао да „за различите људе постоје различити путеви до Бога“; али упркос утицају који је црпео из хиндуистичке и будистичке филозофије, он је изјавио о својим родитељима: „њихово хришћанство, оно које није проповедано него живљено, било је најјача од сила која ме уобличила и обликовала".

## Утицај
У своје време, Хесе је био популаран и утицајан аутор на немачком говорном подручју; светска слава стигла је тек касније. Први велики роман Хесеа, Петер Камензинд, са одушевљењем су примили млади Немци који су желели другачији и „природнији“ начин живота у овом времену великог економског и технолошког напретка у земљи (видети такође Вандервогел покрет). Демијан је имао снажан и трајан утицај на генерацију која се враћа кући из Првог светског рата. Слично, Игра стаклених перли, са својим дисциплинованим интелектуалним светом Касталије и моћима медитације и хуманости, заокупила је чежњу Немаца за новим поретком усред хаоса сломљене нације након губитака у Другом светском рату.
Педесетих година прошлог века, Хесеова популарност је почела да опада, док су књижевни критичари и интелектуалци скренули пажњу на друге теме. Године 1955, продаја Хесеових књига његовог издавача Шуркампа достигла је најнижи ниво у историји. Међутим, након Хесеове смрти 1962. године, постхумно објављени списи, укључујући писма и раније непозната дела прозе, допринели су новом нивоу разумевања и уважавања његових дела.
У време Хесеове смрти 1962, његова дела су још увек била релативно мало читана у Сједињеним Државама, упркос његовом статусу нобеловца. Меморијал објављен у Њујорк Тајмсу отишао је толико далеко да је тврдио да су Хесеова дела углавном „недоступна” америчким читаоцима. Ситуација се променила средином 1960-их, када су Хесеова дела изненада постала бестселери у Сједињеним Државама. Оживљавање популарности Хесеових дела је заслужно за њихову повезаност са неким од популарних тема контракултурног (или хипи) покрета из 1960-их. Конкретно, тема трагања за просветљењем у делима Сидарта, Путовање на исток и Нарцис и Златоусти је резонирала су кон оних који су заступали контракултурне идеале. Секвенце „магијског театра” у Степенволфу су неки протумачили као психоделију изазвану дрогом, иако нема доказа да је Хесе икада узимао психоделичне дроге или препоручивао њихову употребу. У великој мери, процват Хесеа у Сједињеним Државама може се пратити до ентузијастичних писања две утицајне личности контракултуре: Колина Вилсона и Тимотија Лирија. Из Сједињених Држава, Хесеова ренесанса се проширила на друге делове света, па чак и назад у Немачку: више од 800.000 примерака продато је на немачком говорном подручју од 1972. до 1973. У периоду од само неколико година, Хесе је постао најчитанији и најпревођенији европски писац 20. века. Хесе је био посебно популаран међу младим читаоцима, што тенденција која се наставља и данас.
Хесеов Сидарта је један од најпопуларнијих западних романа смештених у Индију. Ауторизовани превод Сидарте објављен је на малајаламском језику 1990. године, језику који је окруживао Хесеовог деду, Хермана Гундерта, током већег дела његовог живота. Основано је и индијско друштво Херман Хесе. Оно има за циљ да оствари аутентичне преводе Сидарте на свим индијским језицима и већ су припремљени преводи Сидарте на санскрит, малајалам и хинди. Један трајни споменик Хесеовој трајној популарности у Сједињеним Државама је Магични Театар у Сан Франциску. Позивајући се на „Чаробно позориште само за луде“ из Степенволфа (нека врста духовног и помало кошмарног кабареа у којем су учествовали неки од ликова, укључујући Харија Халера), Магично позориште је основано 1967. да би изводило дела нових драмских писаца. Основано заслугом Џона Лајона, Магични театар је годинама испуњавао ту мисију, укључујући светске премијере многих представа Сама Шепарда.
Широм Немачке многе школе носе његово име. Херман-Хесе-Литературпрајс је књижевна награда повезана са градом Карлсруе која се додељује од 1957. године. Од 1990. године награда Калв Херман Хесе се додељује сваке две године наизменично једном књижевном часопису на немачком језику и преводиоцу Хесеовог дела. Међународно Херманн Хесеово друштво основано је 2002. године на 125. рођендан Хесеа и почела је да додељује своју награду Херман Хессе 2017. године.
Бенд Степенволф добио је име по Хесеовом роману.